# Гарсия Траид, Хосе Луис
Хосе Луис Гарсия Траид (исп. José Luis García Traid ; 6 апреля 1936, Сарагоса — 11 января 1990, Сарагоса) — испанский футболист, тренер.

## Биография

### Карьера футболиста
Хосе Луис Гарсия Траид начал карьеру в начале 50-х в команде Реал Сарагоса. Но в основной состав не попадал и отправился набираться опыта в команды Сельта Виго и Амистад. Дебют в команде родного города состоялся 13 ноября 1955 года в матче с командой «Фелгера». Хосе Луис Гарсия Траид отметился хет-триком, а его команда победила 7:1. В следующем сезоне отправился в Леванте за игровой практикой. 3 ноября 1957 года дебютировал в Примере в матче с Лас-Пальмас. Завершил карьеру в 1963 году.

### Тренерская карьера
В 1969 стал главным тренером клуба «Уэска». В 1971 году сменил Доменека Балманью на посту главного тренера Сарагосы. Под его руководством команда провела оставшиеся 12 матчей сезона, в которых одержала всего лишь одну победу.
В 1972 году начался новый этап в карьере — ФК «Саламанка».За один сезон Хосе Луис Гарсия Траид вывел команду из второго дивизиона в Примеру. В 1978 году добился повышения в классе с Бетисом. В 1980 году возглавил Атлетико Мадрид, финишировавший по итогам сезона на третьей строчке турнирной таблицы.
В 1982 году возглавил Реал Вальядолид, в котором провел два года и с которым выиграл свой первый титул — Кубок Лиги.

## Достижения

### В качестве тренера
Реал Вальядолид
- Обладатель кубка Испанской лиги: 1984

 Саламанка
- Победитель Сегунды Б: 1988